# Prąd Północnorównikowy
Prąd Północnorównikowy – ciepły prąd morski na Oceanie Atlantyckim i Spokojnym, wywołany pasatem. Płynie na półkuli północnej, na zachód, równolegle do równika i zwrotnika Raka, między 10°N a 20°N. Na Oceanie Atlantyckim wraz z odnogą Prądu Południoworównikowego daje początek Prądowi Zatokowemu, a na Oceanie Spokojnym – prądowi Kuro-siwo. Wywołany jest rotacją Ziemi na wschód.
Płynie z prędkością średnią ok. 2 km/h, a temperatura wody, jaką niesie, wynosi więcej niż 25 °C.